# محمدامین ادیب طوسی
محمدامین ادیب طوسی (۱۲۸۳–۱۳۶۱) ادیب و پژوهشگر معاصر ایرانی است.

## تولد
محمدامین ادیب طوسی، در ۱۲۸۳ ش. در مشهد در محله نوغان متولد شد. 

## تحصیلات حوزوی
او در ۵ سالگی به مکتب‌خانه رفت و در محضر پدر مقدمات علوم دینی و قرآن را فرا گرفت و نزد عبدالجواد ادیب نیشابوری به تحصیل حکمت و ادبیات پرداخت. سپس به عراق رفت و در حوزه‌های نجف و کربلا به تحصیل علوم دینی پرداخت. 

## مسافرت به غرب
محمد امین از عراق به لبنان، مصر، سوریه و هند سفر کرد و با استادانی چون هرتسفلد و ویلسن آشنا شد و نزد آنان زبان‌های عبری و کلدانی و سنسکریت و پهلوی را آموخت. در بازگشت به ایران به خدمت وزارت معارف درآمد. 

## تحصیلات و تدریس دانشگاهی
وی در سال ۱۳۲۳ به تهران برگشت و به اداره کل نگارش وزارت فرهنگ انتقال یافت. همزمان به تحصیلات دانشگاهی تا مرحله اخذ دکتری ادبیات فارسی در دانشگاه تهران ادامه داد. با تأسیس دانشگاه تبریز در سال ۱۳۲۸ به تبریز رفت و به مدت سی سال به عنوان استاد کرسی تاریخ ادبیات ایران به تدریس و تحقیق و مطالعه مشغول بود. در دانشگاه تبریز توان علمی او همراه با ذوق شاعری، از وی چهره‌ای برجسته ساخت. محمدامین ادیب طوسی از استوانه‌های اصلی دانشکده ادبیات تبریز در آن دوره بود. مدیریت مجله دانشکده ادبیات تبریز که از مجلات دانشگاهی وزین کشور بود، به عهده او بود. 

## فعالیت های ادبی فرهنگی
او در سال ۱۳۰۶ به انجمن ادبی خراسان پیوست و در سال ۱۳۰۹ مدیریت مدرسه احمدی مشهد را بر عهده گرفت و به تعلیم و تدریس پرداخت. به زودی در محافل علمی، شخصیتی برجسته شد. در سال ۱۳۱۱ به تهران نقل مکان کرد و در سال ۱۳۱۴ به تبریز منتقل شده، در دبیرستان فردوسی تبریز به تدریس پرداخت. در سال ۱۳۱۷ سردبیری نشریه ماهتاب را بر عهده گرفت. در سال ۱۳۲۵ به عضویت انجمن ادبی فرهنگستان ایران درآمد.

## دوستان
او با علی‌اصغر حکمت، محمّدتقی بهار،  بدیع‌الزمان فروزانفر و نظمی تبریزی مراوده داشت.

## درگذشت
محمدامین ادیب طوسی در سوم خرداد ۱۳۶۱ در تهران درگذشت.

## تالیفات
وی از نخستین کسانی بود که در تألیف دستور زبان فارسی برای مدارس ایران گام برداشته‌اند. کتاب دستور نوین او که در سال ۱۳۱۲ به چاپ رسیده، مورد استفاده و مراجعه بیشتر دستورنویسان بعدی بوده‌است. تالیفات وی عبارتند از:
- بودا در هند (ترجمه)، محمد امین بن شیخ محمد حسین گیلانی.
- تاریخ دینی ایران قدیم، جلد اول.
- تخت سلیمان، رساله در ایران باستان.
- آموزش و پرورش از نظر غزالی.
- دستور زبان فارسی، (سه دوره)
- فرهنگ لغات آذری (تبریز).
- فهلویات (تبریز).
- بیش از ۵۰ مقاله در نشریات ارمغان، وحید، نشریه دانشکده ادبیات تبریز و …
- فرهنگ لغات ادبی (۲مجلد)
- پیام فردوسی (منظومه‌ای به سال ۱۳۱۳)
- ده مقاله (مقالات حوزه فهلویات)
- دخمه‌های سیاه (رمان)
- جوکی در جنگل (رمان فلسفی)
- انتقام عشق (رمان جنایی-عشقی)
- دیوان اشعار (به کوشش دکتر طاووسی ۱۳۴۱)